# Стационе ди Фивицано (Маса-Карара)
Стационе ди Фивицано је насеље у Италији у округу Маса-Карара, региону Тоскана.
Према процени из 2011. у насељу је живело 68 становника. Насеље се налази на надморској висини од 117 м.